# Viktualienmarkt

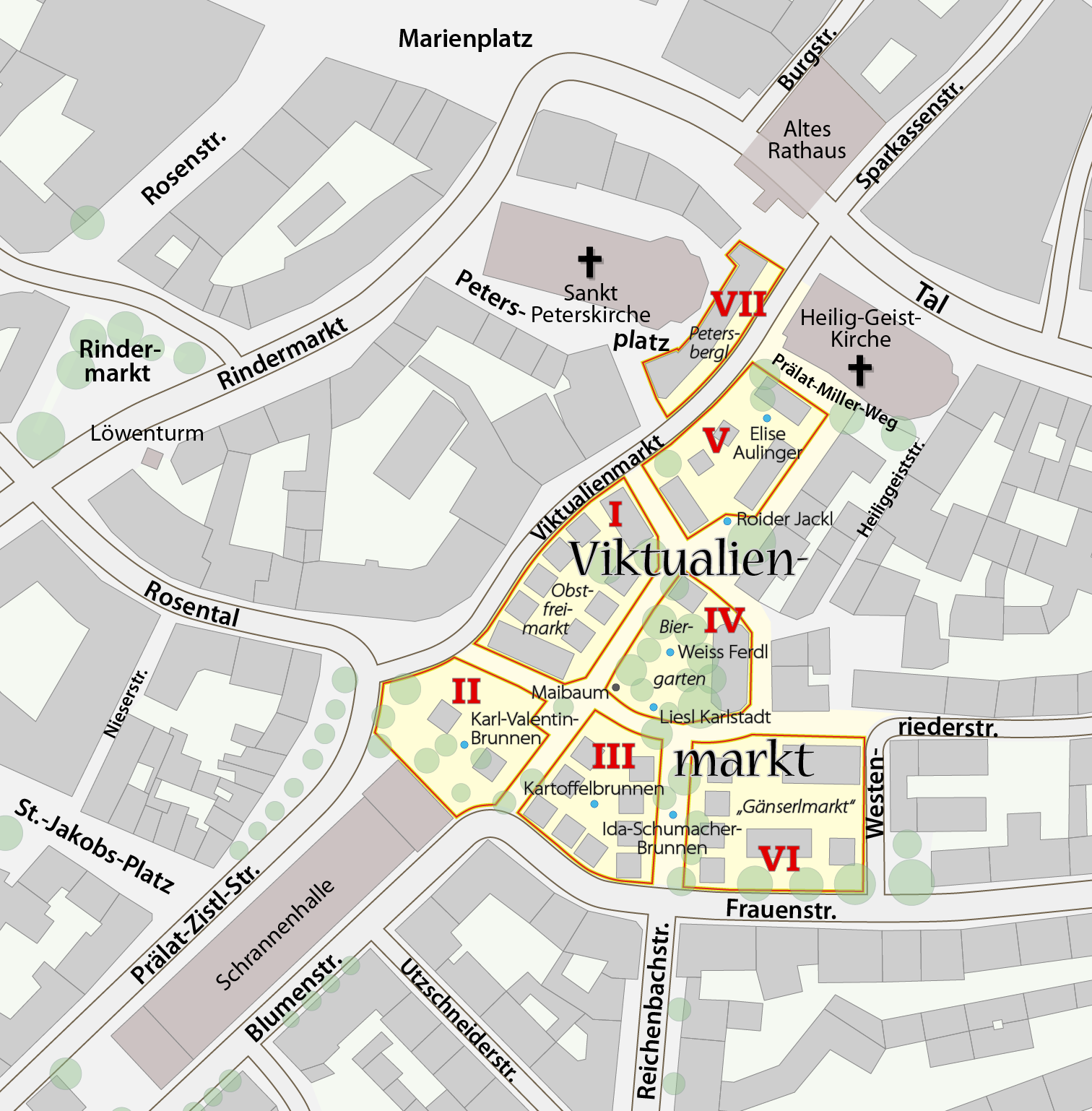
Plan położenia placu

Viktualienmarkt – plac targowy znajdujący się w centrum Monachium. Jego powierzchnia to 22 tys. m². Ponad 140 sprzedawców oferuje na nim kwiaty, egzotyczne owoce, dziczyznę, mięso ptasie, sery, ryby, soki i wiele innych produktów. Jest otwarty od poniedziałku do soboty. Stanowi jedną z atrakcji dla odwiedzających miasto turystów.
Viktualienmarkt znajdował się pierwotnie na Placu Mariackim w Monachium. 2 maja 1807 Maksymilian I Józef Wittelsbach zdecydował przenieść targ pomiędzy ulice Heilig-Geist-Kirche i Frauenstraße.